# Baturan (Gantiwarno)
Baturan is een bestuurslaag in het regentschap Klaten van de provincie Midden-Java, Indonesië. Baturan telt 1641 inwoners (volkstelling 2010).